# Sick and Twisted Affair
Sick and Twisted Affair es el segundo álbum de estudio de la banda canadiense de post-grunge, My Darkest Days. El álbum fue lanzado el 26 de marzo de 2012.

## Lista de canciones
| N.º   | Título                    | Escritor(es)                                                                      | Duración |  |
| 1.    | «Sick and Twisted Affair» | Ted Bruner, Joey Moi, Matt Walst                                                  | 3:38     |  |
| 2.    | «Save Yourself»           | James Michaels, Joey Moi, Matt Walst                                              | 3:41     |  |
| 3.    | «Casual Sex»              | Ted Bruner, Joey Moi, Matt Walst                                                  | 3:13     |  |
| 4.    | «Stutter»                 | Ernest E. Dixon, Roy "Royalty" Hamilton                                           | 2:43     |  |
| 5.    | «Nature of the Beast»     | Jeff Johnson, Joey Moi, Matt Walst                                                | 3:00     |  |
| 6.    | «Perfect»                 | Brendan McMillian, James Michaels, Joey Moi, Matt Walst                           | 3:48     |  |
| 7.    | «Again»                   | Ted Bruner, Joey Moi, Matt Walst                                                  | 3:36     |  |
| 8.    | «Gone»                    | Ted Bruner, Joey Moi, Matt Walst                                                  | 3:30     |  |
| 9.    | «Love Crime»              | Sal Coz Costa, Cody Hanson, Reid Henry, Brendan McMillan, Doug Oliver, Matt Walst | 2:58     |  |
| 30:07 |                           |                                                                                   |          |  |

| Edición especial |                        |          |  |
| N.º              | Título                 | Duración |  |
| 10.              | «Rolling Stoned»       | 3:02     |  |
| 11.              | «Casual Sex»           | 3:16     |  |
| 12.              | «Like Nobody Else»     | 3:38     |  |
| 13.              | «Every Lie (Acoustic)» | 2:54     |  |
| 14.              | «Porn Star Dancing»    | 3:16     |  |